# 角茂谷駅
角茂谷駅（かくもだにえき）は、高知県長岡郡大豊町角茂谷にある、四国旅客鉄道（JR四国）土讃線の駅である。駅番号はD34。1930年6月21日から1932年12月19日までは高知線（現土讃線の一部）の終着駅であった。

## 歴史
- 1930年（昭和5年）6月21日：開業[2]。

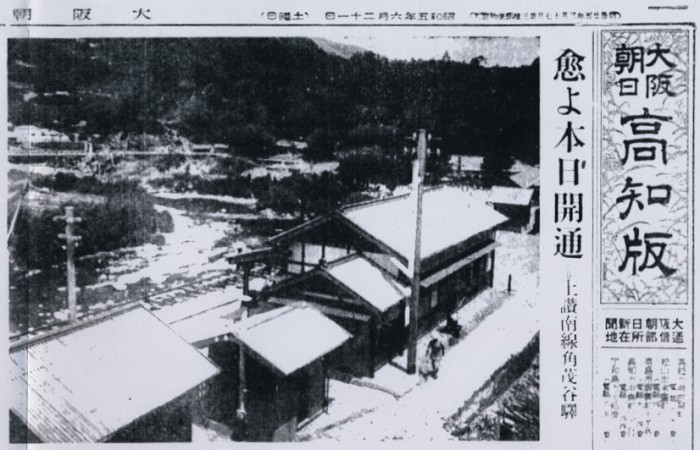
開業当時の角茂谷駅（1930年）

- 1969年（昭和44年）10月1日：配達の取扱を廃止[2]。
- 1970年（昭和45年）
  - 6月1日：小口扱い貨物の取り扱いを廃止[2]。
  - 10月1日：駅員無配置駅となり[3]、同時に手荷物の取り扱いを廃止し小荷物の取り扱いを到着小荷物（特別扱新聞紙のみ）に限定[2][4]。簡易委託駅となる[5]。
- 1987年（昭和62年）4月1日：国鉄分割民営化によりJR四国の駅となる[2]。

## 駅構造

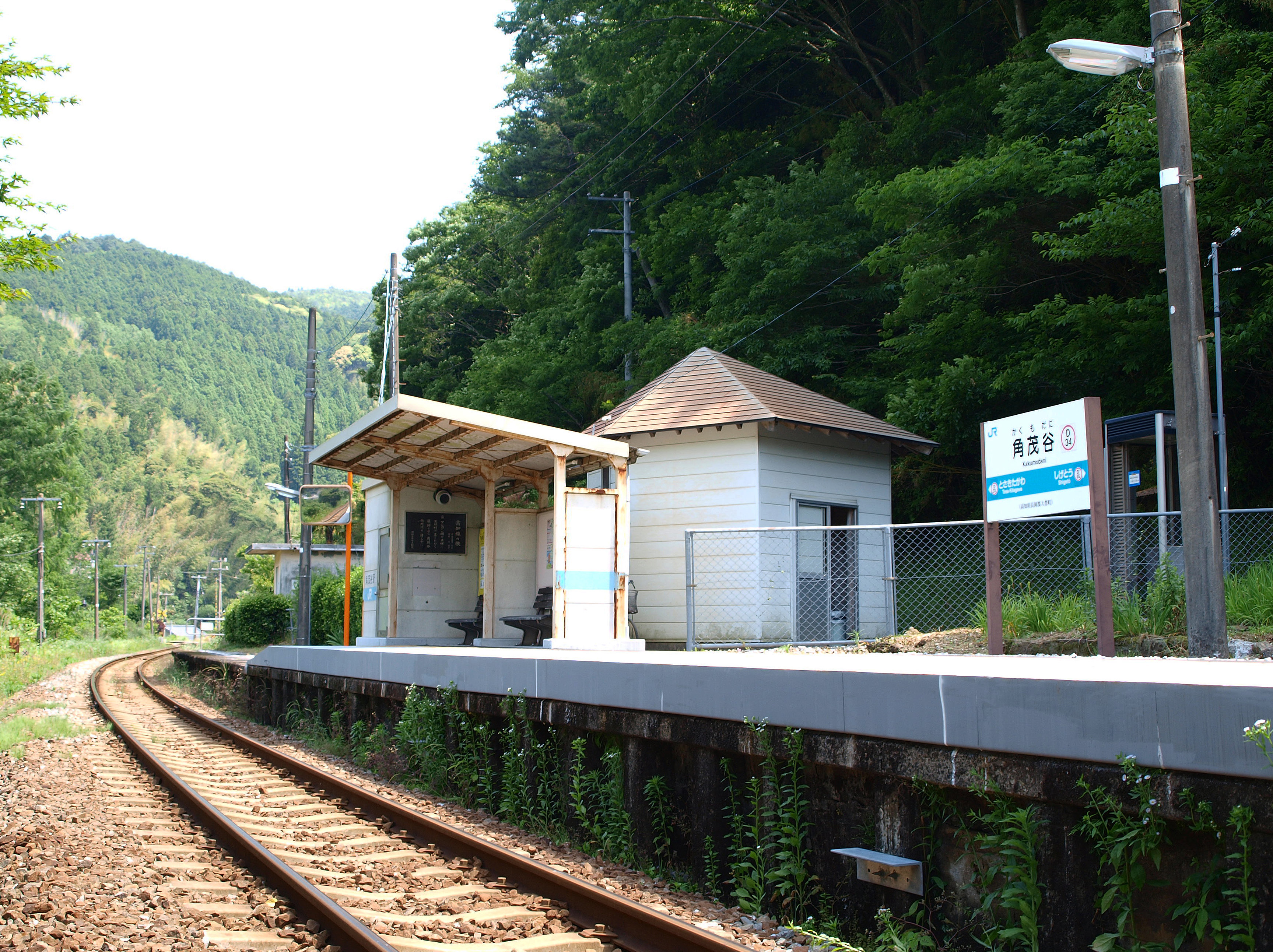
ホーム（2010年6月、画像の手前側のみ嵩上げが行われた）

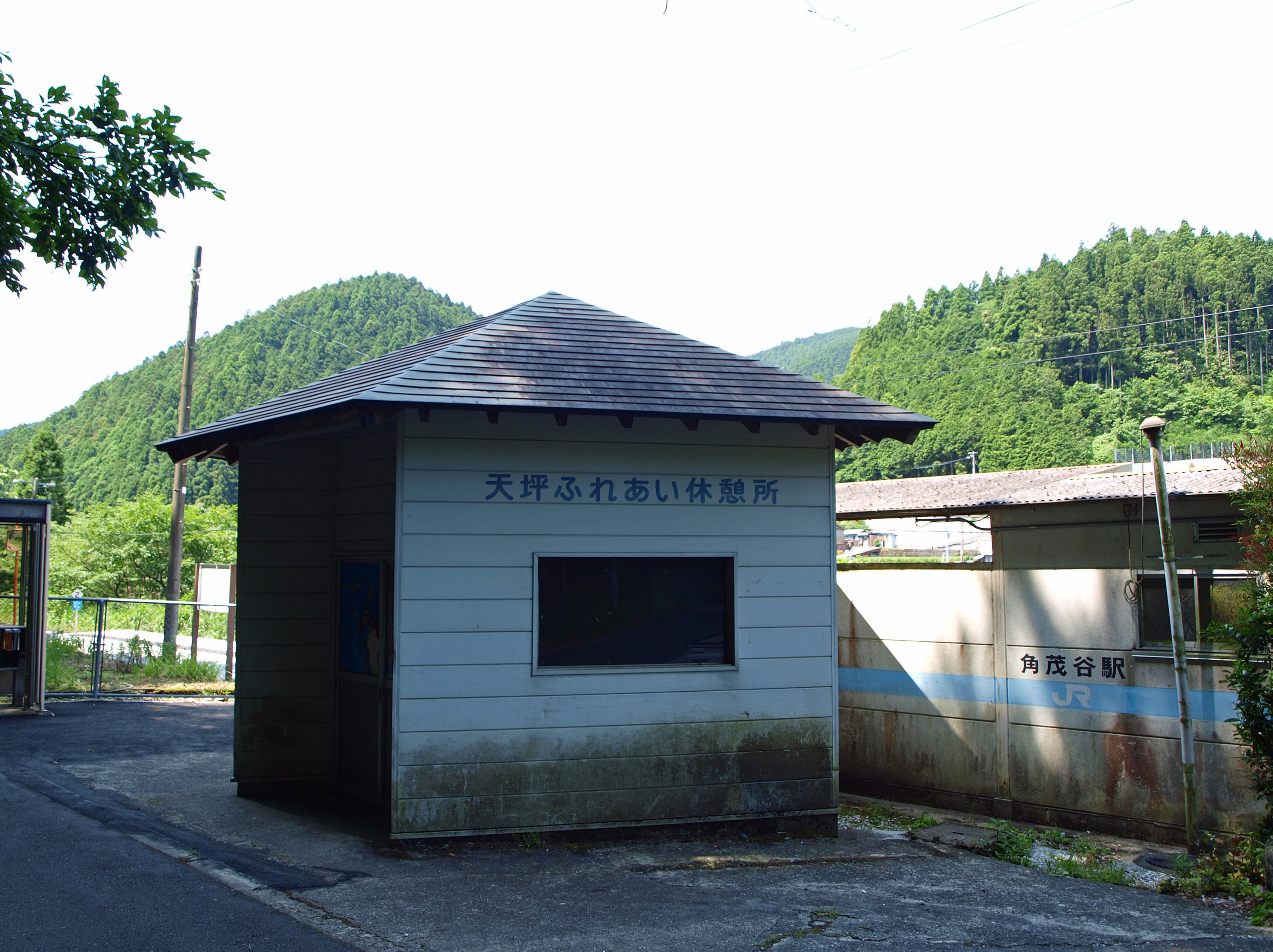
天坪ふれあい休憩所

1面1線の棒線駅。無人駅で駅舎は無い。駅舎の跡に「天坪ふれあい休憩所」があり、これが実質的に待合所となっている。
ホームは1両分のみ嵩上げされているため、車掌が乗務する列車で2両編成の場合は1両分をドアカットする。

## 駅周辺
- 大豊町立天坪小学校（休校中）
- 馬瀬簡易郵便局

## 隣の駅
四国旅客鉄道（JR四国）
■土讃線
■普通
土佐北川駅 (D33) - 角茂谷駅 (D34) - 繁藤駅(D35)